# Slíďákovití
Slíďákovití (Lycosidae) jsou velmi početná čeleď pavouků, ve světě žije 2391 druhů ve 120 rodech, v ČR 64 druhů. Čeleď patří do nadčeledi Lycosoidea, kam patří ze středoevropských čeledí ještě Oxiopidae (paslíďákovití), Pisauridae (lovčíkovití), a Thomisidae (běžníkovití).

## Popis
Charakteristickým znakem je pro ně uspořádání očí do tří zřetelných, příčných řad. První řada je složena ze čtyř nejmenších očí a leží na rozhraní čela a temene. Druhou řadu tvoří dvě největší oči. Třetí řada je od druhé dost vzdálená, takže spolu tvoří lichoběžník, blížící se svým tvarem téměř čtverci. Nohy jsou silné, opatřené třemi drápky a skopulou (chomáčkem přilnavých chloupků), která slíďákům usnadňuje pevné uchopení kořisti, když se jí zmocní rychlým výpadem. Na holeních, metatarzech a tarzech se vyskytují četné trichobotrie (chloupky schopné vnímat zvuk a vibrace). Klepítka mohutná a krátká se zoubky v okolí žlábku. Hlavohruď klenutá, delší než široká. Zadeček protáhlý, vejčitý srovnatelný s hlavohrudí. Zbarvení v různých odstínech hnědé, někdy s výraznou kresbou. Tři páry snovacích bradavek, kribelum i kolulus chybí.

## Způsob života
Některé druhy předou sítě, jiné obývají podzemní nory, které mohou být v některých případech doplněny i padacími dvířky. Mnohé druhy si nebudují žádný pavučinový úkryt. Všichni slíďáci jsou epigeičtí živočichové – to znamená, že pobíhají a loví výhradně na povrchu půdy. Typické pro ně je, že samice nosí kokon s vajíčky připevněný k zadečku, později, po vylíhnutí larev, nosí tyto larvy na zadečku, pečuje o ně a chrání je až do jejich první ekdyze. Kokony slíďáků mají různé tvary, některé samičky vytvářejí kokon kulatý (např. rody Alopecosa, Arctosa, Lycosa, Hygrolicosa, Piratula či Trochosa), samičky rodu Pardosa vytvářejí nejčastěji kokon zploštělý, čočkovitý, někdy s viditelným lemem. Kokon bývá zprvu bílý (u některých druhů světle šedý nebo světle hnědý) a postupně se, tím jak ho samička nosí stále s sebou, ušpiní a dostane jednotnou světle šedou barvu. Tím, že má kokon připředený ke snovacím bradavkám, může během této doby přijímat potravu, na rozdíl od pavouků, kteří nosí kokon v chelicerách a potravu v tomto období samice vůbec nepřijímají (v ČR např. lovčík hajní). Pavouci této čeledi jsou rozšířeni téměř po celém světě kromě polárních oblastí a obývají ve volné přírodě prakticky všechny biotopy.

## Predátoři a jiní významní nepřátelé slíďáků
Pavouci jsou součástí potravního řetězce a slouží jako potrava mnoha druhům živočichů. Ptáci v době hnízdění, kdy živí mladé pouze živočišnou stravou, uloví velké množství, především ve dne aktivních pavouků. U sýkorek jsou pavouci převažujícím typem stravy. Někteří ptáci sbírají i kokony s vajíčky a používají je jako výstelku hnízda, nebo z nich vyzobávají vajíčka. Pro epigeické slíďáky jsou další významnou skupinou parazitické vosičky hrabalky, které pavouka paralyzují žihadlem, poté na něj nakladou vajíčko a vylíhlá larva pavouka postupně stráví. Mnozí bezobratlí parazitují i na vajíčkách v kokonech, pro slíďáky jde o lumky a pakudlanky. Dalšími významnými parazity jsou hlístice a pavouky napadají i houby rodu Gibellula. Pavouci většinou nemají žádné střevní parazity, protože nasávají již natrávenou tekutinu z těla oběti a ještě ji účinně filtrují přes husté ochlupení v okolí ústního otvoru.

## Ochrana před predátory, kamufláž a mimikry
Slíďáci jsou z velké části denní pavouci, žijící na zemi. Proto jsou zbarveni tak aby splynuli s prostředím biotopu, který přednostně obývají. Zbarvení je většinou šedohnědé, hnědé až tmavě hnědé, často s podélnými pruhy, které pomáhají splynout s podrostem. Pomáhá i účinná metoda, kdy rychle běžící slíďák náhle zastaví a tím se ztratí predátorovi předpokládajícímu směr jeho útěku. Výrazné mimikry u našich slíďáků chybí.

## Zajímavost
Někteří pavouci této čeledi patří k největším pavoukům Evropy. V ČR velmi vzácný slíďák tatarský (Lycosa singoriensis) je největším evropským pavoukem, na Slovensku žije veliký slíďák jižní (Hogna radiata). Ve Středomoří žijící slíďák tarentský (Lycosa tarantula) býval dříve považován za velmi jedovatého a nebezpečného pavouka. Při jeho kousnutí se doporučoval divoký tanec (tarantela), který měl, podle legendy, pokousanému zachránit život. Jeho lidový název tarantule je dnes používán pro sklípkany (někdy i obecně pro pavouky).

## Významné druhy
- Slíďák hajní (Pardosa lugubris)
- Slíďák lesní (Alopecosa taeniata)
- Slíďák dřevomilný (Acantholycosa lignaria)
- Slíďák tatarský (Lycosa singoriensis)
- Slíďák mokřadní (Pardosa amentata)
- Slíďák lužní (Pardosa prativaga)

## Seznam rodů a druhů čeledi slíďákovitých (Lycosidae)
Čeleď zahrnuje několik podčeledí. V ČR jsou zastoupeny tyto: Evippinae (Xerolycosa), Lycosinae (Alopecosa, Arctosa, Aulonia, Lycosa a Trochosa), Pardosinae (Acantholycosa a Pardosa) a Piratinae (Hygrolycosa, Pirata a Piratula). Determinace (rozlišení) některých druhů v rámci této čeledě, či v rámci jednotlivých rodů, může být někdy problematické a pro lajka téměř nemožné. Seznam obsahuje jen rody a druhy vyskytující se v Čechách (podle Kůrka a kol.)

### Acantholycosa
Na světě 28 druhů, v ČR dva, štíhlí slíďáci s dlouhýma nohama.
- Acantolycosa lignaria (Clerk 1757) – slíďák dřevomilný
- Acantolycosa norvegica (Thorell 1872) – slíďák ostnonohý

### Alopecosa
Na světě 150 druhů, v ČR 15, středně velké až velké, robustní druhy.
- Alopecosa fabrilis (Clerk 1757) – slíďák vřesovištní
- Alopecosa inquilina (Clerk 1757) – slíďák pasekový
- Alopecosa pinetorum (Thorell 1856) – slíďák tmavý
- Alopecosa schmidti (Hahn 1835) – slíďák Schmidtův
- Alopecosa striatipes (C.L.Koch 1839) – slíďák suchopárový
- Alopecosa sulzeri (Pavesi 1873) – slíďák Sulzerův
- Alopecosa accentuata (Latreille 1817) – slíďák úhorní
- Alopecosa cursor (Hahn 1831) – slíďák slunomilný
- Alopecosa psammophila (Buchar 2001) – slíďák pískomilný
- Alopecosa solitaria (Herman 1879) – slíďák bradavčitý
- Alopecosa aculeata (Clerk 1757) – slíďák borový
- Alopecosa cuneata (Clerk 1757) – slíďák tlustonohý
- Alopecosa pulverulenta (Clerk 1757) – slíďák šedý
- Alopecosa taeniata (C.L.Koch 1835) – slíďák lesní
- Alopecosa trabalis (Clerk 1757) – slíďák křovinný

### Arctosa
Na světě 166 druhů, v ČR sedm.
- Arctosa alpigena lamperti (Dahl 1908) – slíďák vrchovištní
- Arctosa cinerea (Fabricius 1777) – slíďák břehový
- Arctosa figurata (Simon 1876) – slíďák suchomilný
- Arctosa leopardus (Sundevall 1833) – slíďák levhartí
- Arctosa lutetiana (Simon 1876) – slíďák lesostepní
- Arctosa maculata (Hahn 1822) – slíďák skvrnitý
- Arctosa perita (Latreille 1799) – slíďák písečný

### Aulonia
Na světě dva druhy, v ČR jediný.
- Aulonia albimana (Walckenaer 1805) – slíďák černobílý

### Hygrolycosa
Na světě čtyři druhy, v ČR jeden.
- Hygrolycosa rubrofasciata (Chlert 1865) – slíďák tečkovaný

### Lycosa
Na světě 220, v ČR jediný druh, jedni z největších slíďáků.
- Lycosa singoriensis (Laxman 1870) – slíďák tatarský

### Pardosa
Na světě 533, druhů v ČR 24, menší štíhlí slíďáci.
- Pardosa agrestis (Westring 1861) – slíďák rolní
- Pardosa agricola (Thorell 1856) – slíďák příbřežní
- Pardosa monticola (Clerk 1757) – slíďák ladní
- Pardosa palustris (Linné 1758) – slíďák luční
- Pardosa prativaga (L.Koch 1870) – slíďák lužní
- Pardosa pullata (Clerk 1757) – slíďák menší
- Pardosa riparia (C.L.Koch 1833) – slíďák řemínkový
- Pardosa sphagnicola (Dahl 1908) – slíďák rašelinný
- Pardosa alacris (C.L.Koch 1833) – slíďák hájový
- Pardosa lugubris (Walckenaer 1802) – slíďák hajní
- Pardosa saltans (Topfer-Hofmann 2000) – slíďák chlumní
- Pardosa amentata (Clerk 1757) – slíďák mokřadní
- Pardosa bifasciata (C.L.Koch 1834) – slíďák dvoupruhý
- Pardosa ferruginea (L.Koch 1870) – slíďák smrčinový
- Pardosa hortensis (Thorell 1872 – slíďák zahradní
- Pardosa hyperborea (Thorel 1872) – slíďák severský
- Pardosa maisa (Hippa & Mannila 1982) – slíďák slaništní
- Pardosa morosa (L.Koch 1870) – slíďák potoční
- Pardosa nebulosa Thorel 1872) – slíďák kouřový
- Pardosa nigriceps (Thorel 1856) – slíďák vřesový
- Pardosa paludicola (Clerk 1757) – slíďák mokřinný
- Pardosa sultaira (L. Koch 1870) – slíďák chladnomilný
- Pardosa sordidata (Thorel 1875) – slíďák bezpruhý
- Pardosa wagleri (Hahn 1822) – slíďák Waglerův

### Pirata
Na světě 57 druhů, v ČR čtyři, malí vlhkomilní slíďáci.
- Pirata piraticus (Clerk 1757) – slíďák bažinný
- Pirata piscatorius (Clerk 1757) – slíďák potápivý
- Pirata tenuitarsis (Simon 1876) – slíďák bahenní
- Pirata uliginisus (Thorell 1856)– slíďák rašeliništní

### Piratula
Na světě 26 druhů, v ČR tři, podobní rodu Pirata.
- Piratula hygrophila (Thorell 1872) – slíďák vlhkomilný
- Piratula knorri (Scopoli 1763) – slíďák pobřežní
- Piratula latitans (Blackwall 1841) – slíďák malý

### Trochosa
Na světě 95 druhů, v ČR čtyři, středně velcí, hnědí slíďáci.
- Trochosa robusta (Simon 1876) – slíďák dutinkový
- Trochosa ruricola (De Geer 1778) – slíďák drápkatý
- Trochosa spinipalpis (F.O.P.-Cambridge 1895) – slíďák štětinatý
- Trochosa terricola (Thorel 1856) – slíďák zemní

### Xerolycosa
Na světě čtyři druhy, v ČR jen dva, slíďáci podobní druhu Pardosa lugubris.
- Xerolycosa miniata (C.L.Koch 1834) – slíďák červenavý
- Xerolycosa nemoralis (Westring 1861) – slíďák světlinový

## Galerie

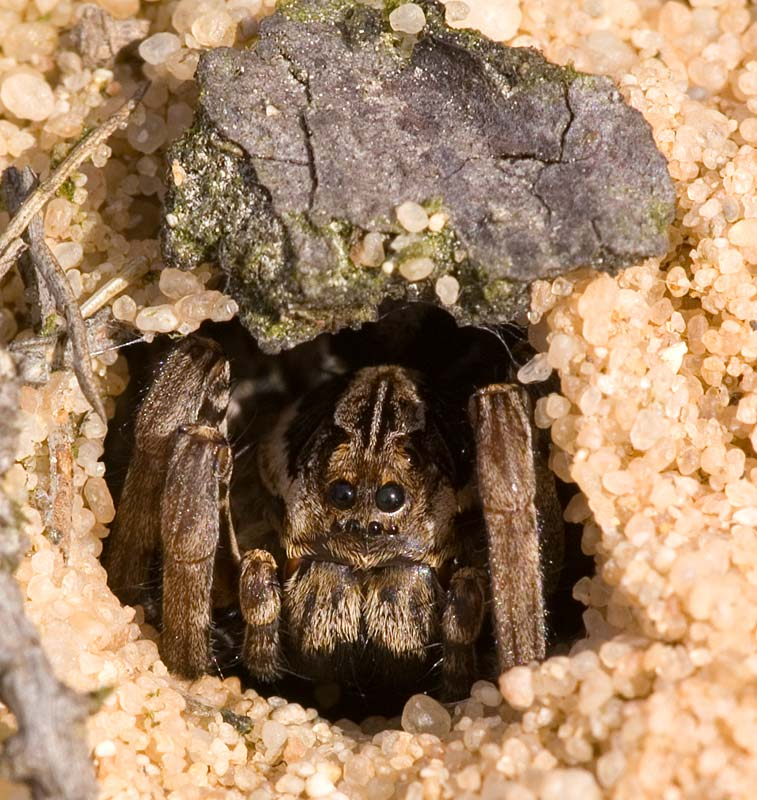
Slíďák vřesovištní, Alopecosa fabrilis, samice v noře
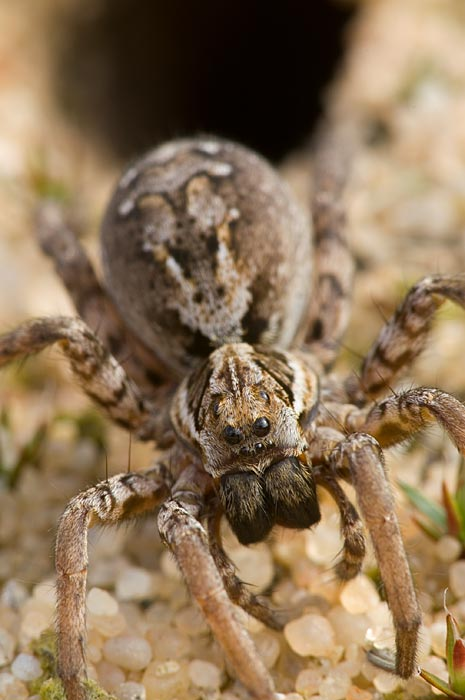
Slíďák vřesovištní, Alopecosa fabrilis, samice
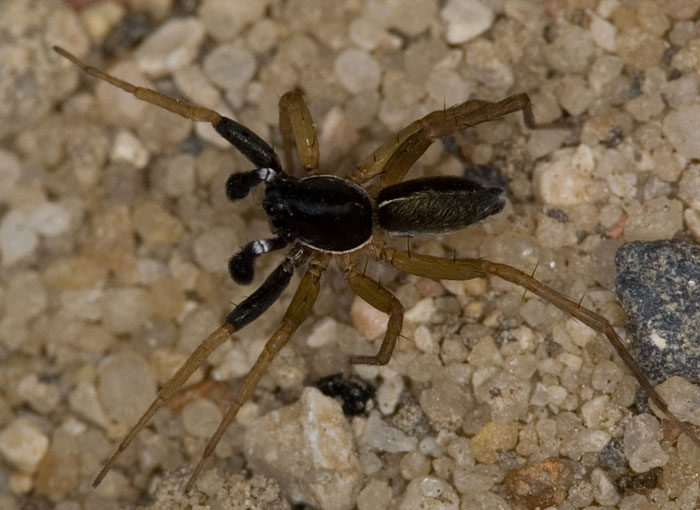
Slíďák černobílý, Aulonia albimana, samec
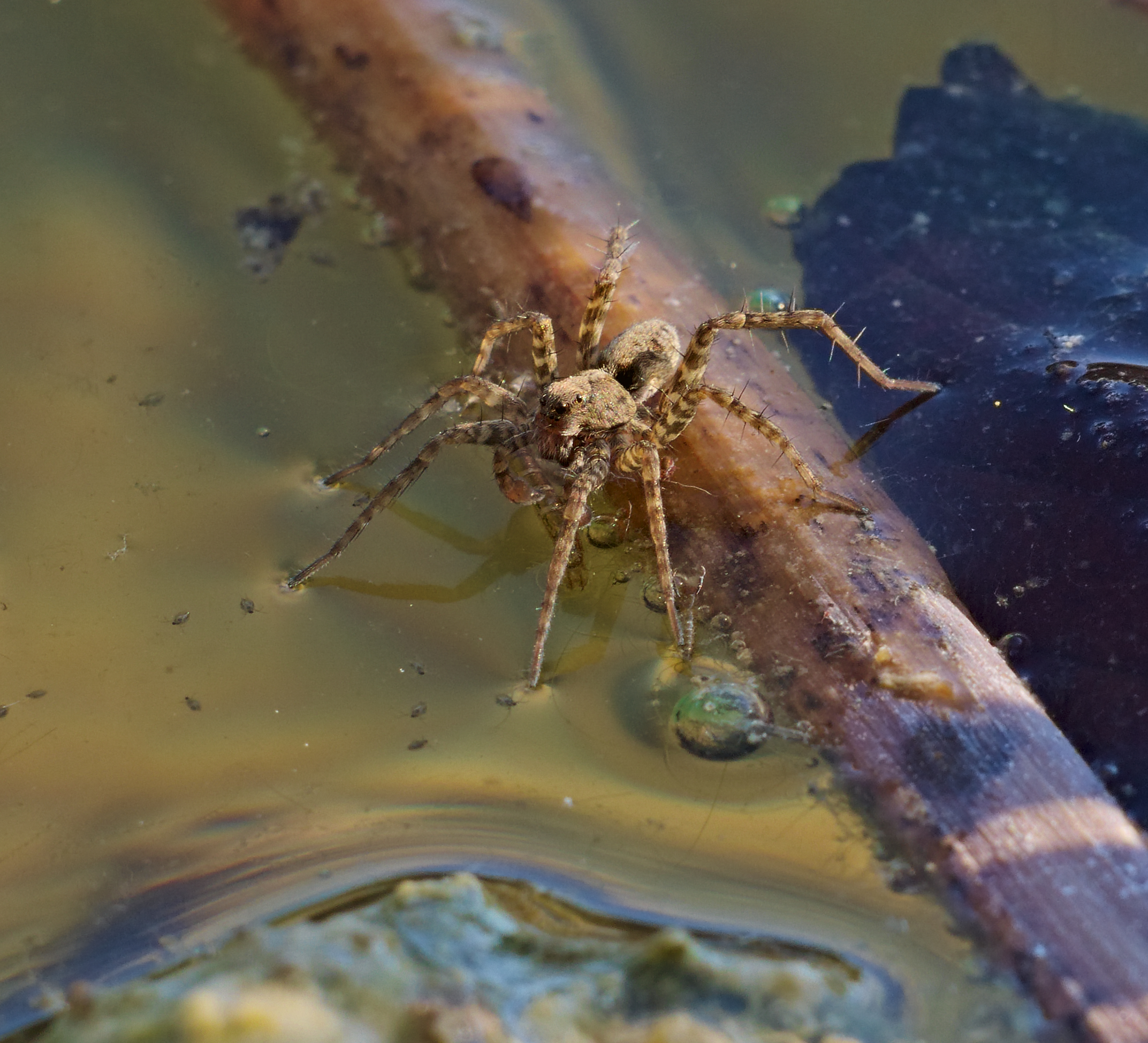
Slíďák mokřadní, Pardosa amentata, samec
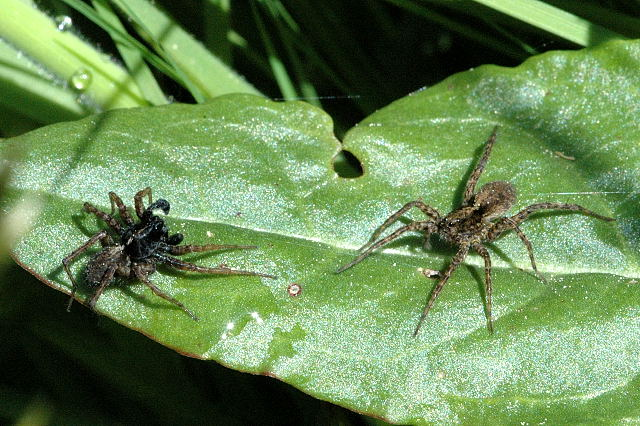
Slíďák mokřadní, Pardosa amentata, samice a samec
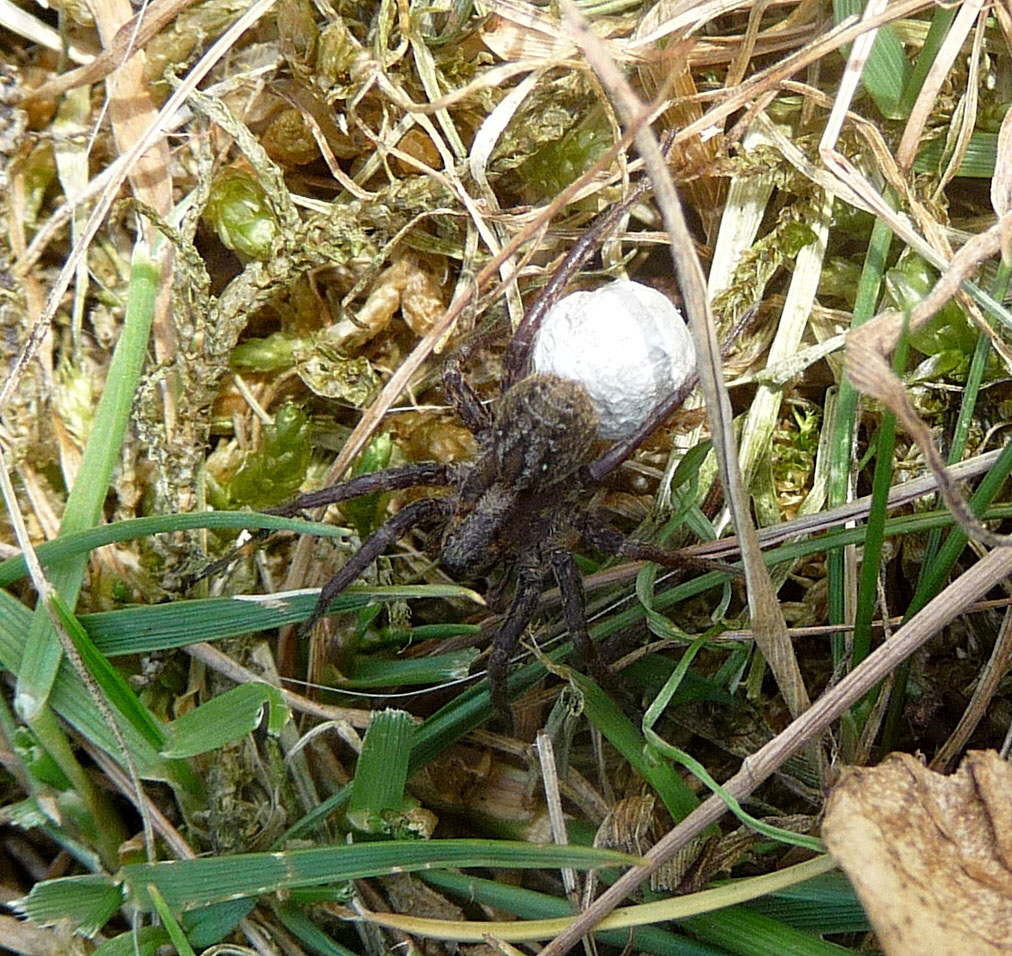
Slíďák mokřadní, Pardosa amentata, samice s kokonem
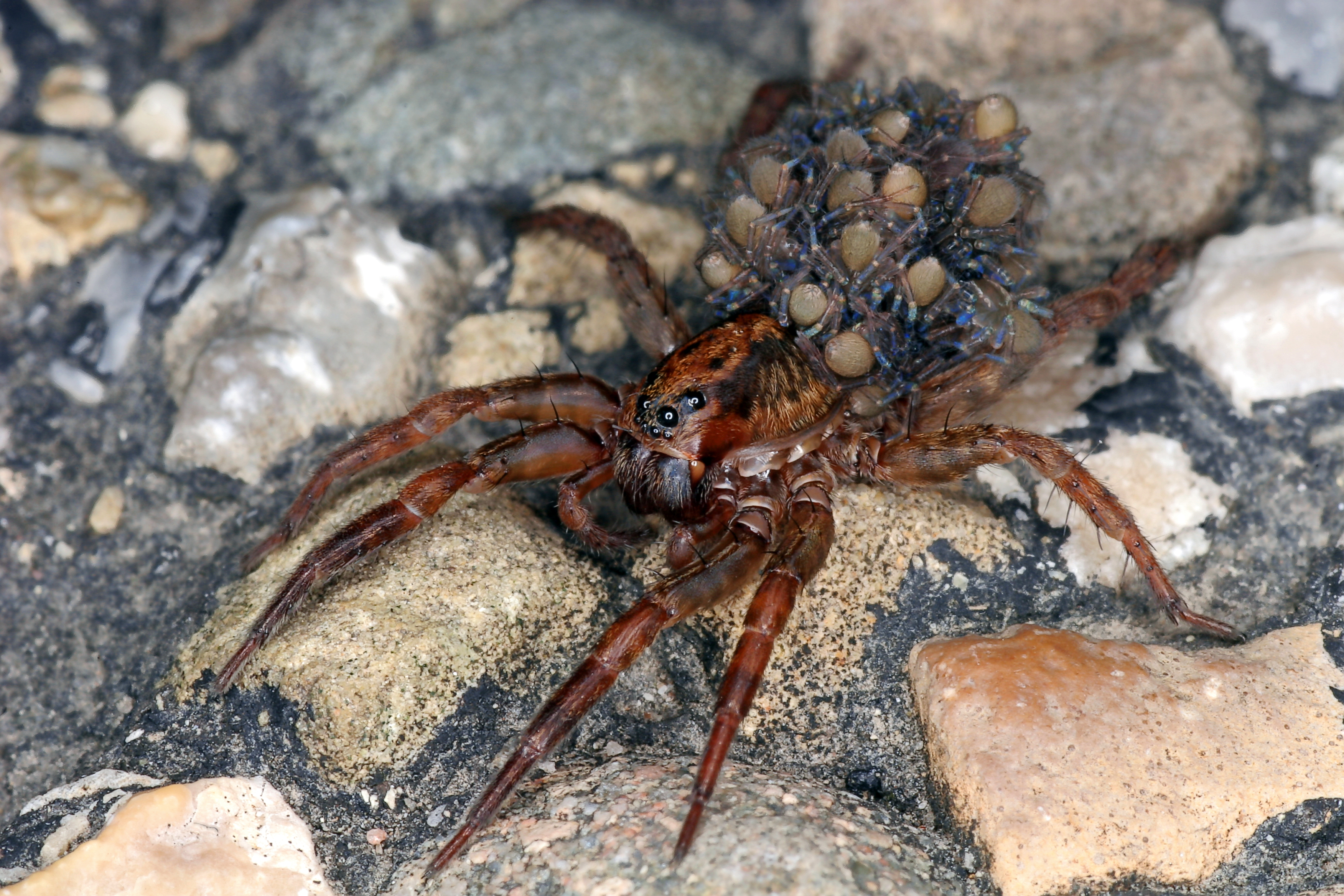
Slíďák, samice s larvami prvního instaru na zadečku
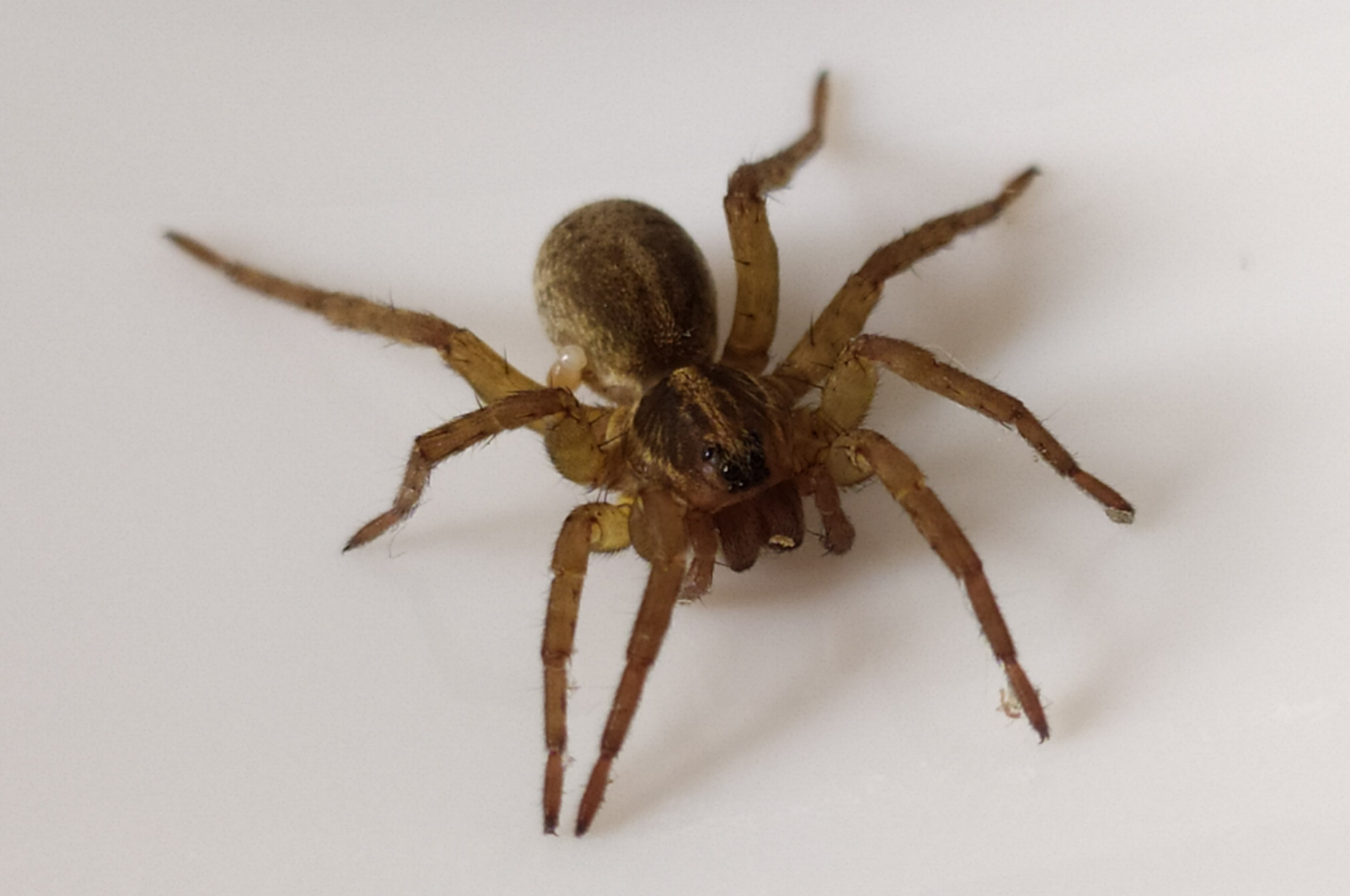
Slíďák rodu Trochosa napadený parazitickým organismem – patrný na boku zadečku